# Mihevc
Mihevc je priimek več znanih Slovencev:
- Andrej Mihevc (1952—2024), krasoslovec, speleolog
- Andrej Mihevc (*1971), menedžer, gospodarstvenik
- Bogomir Mihevc (1946—2017), pedagog
- Erika Mihevc-Gabrovec (1927—2017), klasična filologinja, univerzitetna profesorica
- Edvard Mihevc (1911—1985), arhitekt, prvoborec, partizanski poveljnik, profesor
- Eva Mihevc (*1983), slikarka
- Ignac Mihevc (?—1973), slikar, grafik
- Ivan Mihevc, partizan, politični komisar Gregorčičeve brigade
- Ivo Mihevc (*1947), šahist
- Jože Mihevc - Rudar (1922—1944), partizanski poveljnik, narodni heroj
- Jure in Urša Mihevc, neo-country glasbenika
- Jurij Mihevc (1805—1882), skladatelj
- Lea Mihevc (*1990), igralka
- Mak Mihevc (*2003), pianist
- Marija Mihevc, glasbena pedagoginja (dr.)
- Marko Mihevc (*1957), skladatelj in glasbeni pedagog
- Nace Mihevc (1870—1935), časnikar in delavski organizator (politik)
- Narcisa Mihevc (por. Mohr), šahistka
- Nasta Mihevc Srakar (1930—2012) zdravnica pedatrinja?-onkologinja
- Nika Solce Mihevc, lutkarica
- Pavle Mihevc (*1936), geograf, prostorski planer
- Slava Mihevc (Mira Bračič; "partizanka Mira") (1924—1995?), partizanka prvoborka
- Vekoslav Mihevc (1932—2004), lesnoindustrijski strokovnjak
- Vojteh Mihevc, brigadir Slovenske vojske